# ترور ریچارد نیکسون
قتل ریچارد نیکسون (انگلیسی: The Assassination of Richard Nixon) فیلمی در ژانر مهیج است که در سال ۲۰۰۴ منتشر شد.

## بازیگران
- شان پن
- دان چیدل
- جک تامپسون
- نائومی واتس
- برد ویلیام هنکه
- میکائیل وینکات
- میکلتی ویلیامسون
- نیک سیرسی